# Khotanais
Le khotanais (ou sace, saka, sace-khotanais) est une langue moyen-iranienne parlée par les Sakas, au VIIe siècle dans les royaumes de Khotan, de Kashgar et de Tumushuke, dans le bassin du Tarim, au sud de l'actuel Xinjiang.
La langue est connue par des textes, les Manuscrits de Dunhuang, trouvés au début de XXe siècle dans les grottes de Mogao, à proximité de Khotan. Ces textes sont surtout des traductions d'œuvres bouddhistes,.
Elle est écrite dans une variante de l'écriture Brahmi.